# دين إيمرسون
دين إيمرسون (بالإنجليزية: Dean Emerson)‏ هو لاعب كرة قدم بريطاني في مركز الوسط، ولد في 27 ديسمبر 1962 في سالفورد في المملكة المتحدة. لعب مع نادي روذرهام يونايتد.